# سرقت از بانک تفلیس ۱۹۰۷
سرقت ۱۹۰۷ از بانک تفلیس (به روسی: Тифли́сская экспроприа́ция) یا سلب مالکیت میدان ایروان نام سرقت مسلحانه بانک در تاریخ ۲۶ ژوئن ۱۹۰۷ در شهر تفلیس  از استان گرجستان در امپراتوری روسیه است. این سرقت توسط بلشویک‌ها با هدف به‌دست‌آوردن سرمایه برای پیروزی انقلابشان به وقوع پیوست. سارقین درحوالی میدان ایروان تفلیس (امروزه میدان آزادی) با حمله به یک دلیجان حمل پول که مابین اداره پست و بانک تفلیس، شعبه بانک مرکزی امپراتوری روسیه در حرکت بود به وقوع پیوست. سارقین حین محاصره اقدام به تیراندازی به سوی نظامیان و پلیس کردند. با استناد به اسناد رسمی طی این حمله چهل تن از مردمان حاضر در صحنه کشته شده و پنجاه تن دیگر زخمی شدند. آنها با سرقت ۳۴۱ هزار روبل روسیه (معادل ۳٫۹۶ میلیون دلار آمریکا به سال ۲۰۱۸) پا به فرار گذاشتند.
سرقت توسط تعدادی از بلشویک‌ها شامل ولادیمیر لنین، ژوزف استالین، ماکسیم لیتوینوف، لئونید کراسین و الکساندر بوگدانف برنامه‌ریزی و سازماندهی و توسط تعدادی از انقلابیون به رهبری تر پتروسیان کامو اجرا شد.

## یادمان
در ۱۹۲۱ میلادی و توسط مقامات شوروی، نام میدان ایروان، جایی که سرقت در آن انجام شد به میدان لنین تغییر کرد و در ۱۹۵۶ مجسمه بزرگی از لنین به افتخار او در میدان نصب شد. با وجود محکومیت کامو به‌خاطر این سرقت خونین او در باغ پوشکین در نزدیکی میدان ایروان دفن شد و یادمانی به افتخارش برافراشته شد. این یادمان که توسط یاکوب نیکولادزه ساخته شده بود در دوران حکومت استالین برچیده شد و بقایای کامو نیز به نقطه دیگری منتقل شد. در ۱۹۹۱ میلادی و به عنوان یکی از آخرین رخدادهای مربوط به فروپاشی اتحاد جماهیر شوروی یادمان لنین پایین کشیده شد و به جایش یادمان آزادی در میدان قرار گرفت و نام میدان از لنین به آزادی تغییر کرد.